# Redactor publicitario
Un redactor publicitario o creativo es el responsable de contenido de las piezas publicitarias en el ámbito de la mercadotecnia, en especial de su discurso. Es habitual usar el anglicismo copywriter, dado que las piezas escritas que acompañan al soporte gráfico se han denominado tradicionalmente copy en la cultura anglosajona.
La tarea de estos redactores es desarrollar la idea o el concepto que contiene la pieza anunciada, para persuadir al público objetivo de que producto o servicio publicitado sea comercial. Son responsables de contenidos como anuncios en prensa, folletos, carteles publicitarios, correo directo, banners, ciberbuzoneo, publicidad en Internet y redes sociales, anuncios televisivos, cuñas de radio...

## Generalidades
Los creativos publicitarios realizan su actividad en marketing, tanto tradicional como digital, diseñando y redactando piezas publicitarias como los anuncios. Su objetivo es conectar con la audiencia por medio de sus necesidades y conseguir invocar a la acción para generar deseo, esto es, persuadirle.

## Redacción publicitaria en Internet
En la web, el creativo publicitario diseña su discurso y formato de una forma persuasiva para captar la atención del usuario y guiarlo a realizar una acción concreta, como suscribirse a una newsletter, agendar una cita, descargar un documento o solicitar un presupuesto. A este efecto se conoce como conversión y el objetivo principal de dichas acciones es conseguir ventas. A diferencia de otros textos publicitarios tradicionales, el redactor publicitario para Internet usa ciertas técnicas y principios que no solo hagan destacar los contenidos y las ofertas por encima de los demás que abundan en Internet, sino que además, debe lograr que estos sean legibles y conmovedores para los internautas. 
Por otro lado, existen redactores publicitarios que orientan su actividad en conseguir que un contenido tenga un buen posicionamiento en buscadores, conocido por las siglas SEO. Entre las técnicas específicas que utiliza este tipo de creativos se encuentran la inclusión de palabras claves por la que se desea que los usuarios localicen el recurso y su localización idónea en el diseño del sitio web que facilite su rastreo por los buscadores.

## Tipos de copywriter
El copywriting es un campo amplio y diverso que incluye varias especializaciones, cada una de las cuales aborda necesidades comunicativas y de marketing específicos. Las categorías de copywriters pueden variar según los sectores en los que operan, los formatos de contenido que crean y los objetivos de comunicación que persiguen. Entre las principales se encuentran los copywriters publicitarios, especializados en SEO, aquellos enfocados en el marketing de contenidos, los copywriters B2B y B2C, y los dedicados al branding.
Cada tipo requiere habilidades diferentes y un enfoque estratégico para optimizar la eficacia de los mensajes y alcanzar al público objetivo. Aquí algunas de ellas:

### Formatos en internet
La expansión de Internet ha transformado radicalmente el panorama del copywriting, introduciendo una variedad de formatos y canales de comunicación. Más allá de las tradicionales páginas de aterrizaje y contenidos web, el copywriting se ha adaptado a nuevas necesidades, abarcando publicidad online, email marketing, blogs, redes sociales y otras formas de comunicación electrónica.
La red ofrece a los copywriters un acceso facilitado a una amplia gama de recursos educativos, estudios de mercado y oportunidades de networking. Esta mayor accesibilidad ha hecho más sencillo el encuentro entre clientes, copywriters y directores de arte, promoviendo el crecimiento del trabajo freelance en el sector. Además, plataformas online y marketplaces especializados brindan apoyo organizativo, estructurando el proceso de inicio como copywriter freelance.
La experimentación continua y la revaluación de estrategias son elementos clave del proceso creativo, permitiendo a los profesionales adaptarse rápidamente a los cambios del mercado y a las preferencias de los consumidores.

### Optimización para motores de búsqueda (SEO)
Uno de los principales objetivos del copywriting en la web es mejorar el posicionamiento en motores de búsqueda, un aspecto crucial para la visibilidad online. Inicialmente, este proceso requería una gestión estratégica de palabras clave, con un fuerte énfasis en su ubicación y repetición en los contenidos. Sin embargo, hoy en día es esencial adoptar un enfoque más natural y fluido en la escritura, de modo que los textos sean atractivos para los lectores y optimizados para los algoritmos de búsqueda.
Para lograr un buen posicionamiento en Google, los copywriters deben alinear los contenidos con las pautas del algoritmo "E-E-A-T", que evalúa la experiencia, competencia, autoridad y confiabilidad del contenido. La inclusión de palabras clave en metaetiquetas, títulos y subtítulos se vuelve fundamental, así como la creación de contenido de alta calidad que responda a las preguntas y necesidades del público.

### Editorial
En el sector editorial, la contraportada juega un papel crucial en captar el interés del lector. Este espacio, situado en la parte posterior de un libro, ofrece un resumen conciso o detalles sobre el contenido de la obra. Los autores utilizan esta sección para atraer la atención y persuadir a los lectores a explorar más sobre el libro, destacando los puntos clave que lo hacen interesante. La redacción efectiva de la contraportada no solo informa, sino que también crea una conexión emocional con el lector, incentivando la compra y la lectura.

### Copywriting para redes sociales
Con el auge de las redes sociales, los copywriters deben adaptarse a un entorno dinámico y rápido. La creación de contenido atractivo y conciso es esencial para captar la atención en plataformas saturadas. El copywriting en redes sociales implica entender el tono de cada plataforma, así como las preferencias del público objetivo. Los copywriters deben ser creativos y estratégicos, utilizando imágenes, hashtags y llamadas a la acción para maximizar el compromiso.

### Copywriting para email marketing
El email marketing sigue siendo una herramienta poderosa en la comunicación comercial. Los copywriters que se especializan en este ámbito deben saber redactar líneas de asunto atractivas y contenido persuasivo que motive a los lectores a abrir, leer y actuar. La segmentación de audiencias y la personalización son cruciales para lograr resultados efectivos, lo que implica adaptar el mensaje según las características y preferencias de cada grupo.

### Copywriting para publicidad
Los copywriters publicitarios se centran en crear mensajes breves y impactantes que generen respuestas inmediatas. Este tipo de copywriting requiere un profundo entendimiento de la psicología del consumidor y una capacidad para comunicar la propuesta de valor de manera clara y convincente. El trabajo puede abarcar desde anuncios impresos hasta campañas digitales, siempre buscando el equilibrio entre creatividad y efectividad.

## Redactores relevantes
Algunos de los nombres más relevantes en el mundo del copywriting y la publicidad por su creatividad y estrategia:
- Claude C. Hopkins (1866 - 1932))
- Theodore F. MacManus (1872 - 1940)
- Leo Burnett (1891 - 1971)
- David Ogilvy (1911-1999)
- William Bernbach (1911 - 1982)
- Howard Luck Gossage (1917-1969)
- Martin Conroy (1922 - 2006)
- Lluis Bassat (1941)
- Alan Parker (1944)